# David Kreiner
David Kreiner (Kitzbühel, 8 maart 1981) is een Oostenrijkse noordse combinatieskiër. Hij vertegenwoordigde zijn vaderland op de Olympische Winterspelen 2010 in Vancouver.

## Carrière
Kreiner maakte zijn wereldbekerdebuut in december 1997 in Steamboat Springs, bij zijn debuut scoorde hij direct zijn eerste wereldbekerpunten. Op de wereldkampioenschappen noordse combinatie 1999 in Ramsau eindigde de Oostenrijker als zesendertigste op de sprint, samen met Mario Stecher, Christoph Eugen en Felix Gottwald eindigde hij als zevende in de landenwedstrijd. Enkele weken na de wereldkampioenschappen finishte hij in Falun voor de eerste maal in zijn carrière in de top tien van een wereldbekerwedstrijd.
In februari 2001 stond Kreiner in Liberec voor de eerste maal op het podium tijdens een wereldbekerwedstrijd. Tijdens de wereldkampioenschappen noordse combinatie 2001 in Lahti eindigde de Oostenrijker als negende op de Gundersen en als tiende op de sprint. In de landenwedstrijd veroverde hij samen met Christoph Eugen, Mario Stecher en Felix Gottwald de zilveren medaille.
In Oberstdorf nam Kreiner deel aan de wereldkampioenschappen noordse combinatie 2005, op dit toernooi sleepte hij samen met Michael Gruber, Christoph Bieler en Felix Gottwald de bronzen medaille in de wacht in de landenwedstrijd. Op de wereldkampioenschappen noordse combinatie 2007 in Sapporo eindigde de Oostenrijker als negende op de sprint, samen met Christoph Bieler, Mario Stecher en Felix Gottwald eindigde hij als vierde in de landenwedstrijd.
Het seizoen 2007/2008 was Kreiners beste seizoen uit zijn carrière tot dan toe, mede dankzij twee podiumplaatsen eindigde hij als tiende in het eindklassement. Tijdens de Olympische Winterspelen van 2010 in Vancouver eindigde de Oostenrijker als vijftiende op de normale schans, in de landenwedstrijd legde hij samen met Bernhard Gruber, Felix Gottwald en Mario Stecher beslag op de gouden medaille.
Op 22 januari 2011 boekte hij in Chaux-Neuve zijn eerste wereldbekerzege. Op de wereldkampioenschappen noordse combinatie 2011 in Oslo eindigde Kreiner als twaalfde op beide individuele onderdelen. In beide landenwedstrijden werd hij samen met Bernhard Gruber, Felix Gottwald en Mario Stecher wereldkampioen.

## Resultaten

### Olympische Spelen
| Jaar | Plaats    | Resultaten              |
| ---- | --------- | ----------------------- |
| 2010 | Vancouver | 15e Gundersen NH · Team |

### Wereldkampioenschappen
| Jaar | Plaats     | Resultaten                                              |
| ---- | ---------- | ------------------------------------------------------- |
| 1999 | Ramsau     | 36e 7,5 km Sprint 7e Team                               |
| 2001 | Lahti      | 9e 15 km Gundersen · 10e 7,5 km sprint · Team           |
| 2005 | Oberstdorf | Team                                                    |
| 2007 | Sapporo    | 9e 7,5 km Sprint 4e Team                                |
| 2011 | Oslo       | 12e Gundersen NH · 12e Gundersen LH · Team NH · Team LH |

### Wereldbeker

#### Eindklasseringen
| Seizoen   | Plaats |
| --------- | ------ |
| 1996/1997 | 51e    |
| 1997/1998 | 40e    |
| 1998/1999 | 27e    |
| 1999/2000 | 45e    |
| 2000/2001 | 12e    |
| 2003/2004 | 28e    |
| 2004/2005 | 25e    |
| 2005/2006 | 33e    |
| 2006/2007 | 16e    |
| 2007/2008 | 10e    |
| 2008/2009 | 47e    |
| 2009/2010 | 18e    |
| 2010/2011 | 10e    |
| 2011/2012 | 42e    |

#### Wereldbekerzeges
| Datum           | Plaats      | Onderdeel       |
| --------------- | ----------- | --------------- |
| 22 januari 2011 | Chaux-Neuve | 10 km Gundersen |